# Superliga masculina de voleibol de Irán
La Superliga masculina es una competición liguera masculina de voleibol de máxima categoría en Irán. El campeonato fue creado en 1975. A partir de la temporada 2010 compiten en esta categoría 12 equipos.